# The Resident (película)
The Resident, en español La víctima perfecta, en Argentina Invasión a la privacidad, es una película estadounidense de suspense del año 2011 dirigida por Antti Jokinen y protagonizada por Hilary Swank, Jeffrey Dean Morgan, y Christopher Lee.

## Trama
Juliette (Swank), una joven doctora de Brooklyn, se encuentra pasando por un mal momento. Decide darle un nuevo rumbo a su vida y alquila un apartamento económico y muy cómodo. Allí conoce a Max, el propietario, un hombre al parecer amable y encantador. Juliette tiene la ligera sospecha de que no está sola en su apartamento. Pero sus sospechas son más terribles de lo que cree y lo peor es que está siendo víctima de una oscura obsesión.

## Elenco
- Hilary Swank como Dr. Juliet Devereau.
- Jeffrey Dean Morgan como Max.
- Christopher Lee como August.
- Lee Pace como  Jack.
- Aunjanue Ellis como Sydney.
- Deborah Martínez como Mrs. Portes
- Mark Morocco como Cirujano de ER.
- Michael Badalucco como Moving Man.

## Producción
La grabación tuvo lugar en Nueva York y Nuevo México desde el 21 de mayo hasta el 11 de julio de 2009.

## Lanzamiento
La película fue lanzada directamente a DVD en 29 de marzo.
Más tarde se lanzó en cines en Reino Unido el 11 de marzo de 2011. El 8 de abril de 2011, la película fue lanzada en cines en Países Bajos.